# عمو یوسف
عمو یوسف (انگلیسی: Ammo Yousif؛ زادهٔ ۱ ژوئیهٔ ۱۹۴۵) بازیکن فوتبال اهل عراق بود.
وی همچنین در تیم ملی فوتبال عراق بازی کرده‌است.